# Rafał Murawski
Pour les articles homonymes, voir Murawski.
Rafal Murawski, né le 9 octobre 1981 à Malbork, est un footballeur international polonais. Il évolue au poste de milieu de terrain.

## Biographie

### Les débuts en Pologne
Rafał Murawski commence à jouer au football à Gdańsk, où il est formé au MRKS puis au Gedania. En 2000, il rejoint l'Arka Gdynia, club de la ville voisine alors engagé en troisième division. Pour sa première saison, Murawski finit champion et monte donc en II liga. Durant trois années, Gdynia se maintient et occupe le milieu du classement. Lors de la saison 2004-2005, l'Arka effectue une superbe première partie de championnat et joue les premiers rôles. 

### Les premiers pas en première division et en sélection
Murawski en profite pour quitter le club, et rejoint l'Amica Wronki, pensionnaire de première division. À la fin de la saison 2004-2005, l'Amica Wronki se classe sixième. L'année suivante, le joueur joue la quasi-intégralité des matches, et accroche la qualification pour la Coupe Intertoto. L'Amica fusionne ensuite avec le Lech Poznań, ce qui n'empêche pas Murawski de rester titulaire dans la nouvelle équipe ainsi formée. En coupe d'Europe, le Lech échoue dès le deuxième tour, face au FC Tiraspol. Le 15 novembre 2006, le natif de Malbork joue sa première rencontre internationale avec l'équipe de Pologne, face à la Belgique (victoire 1–0).
Lors des saisons suivantes, Poznań et Rafał Murawski continuent leur ascension, que ce soit en championnat ou en coupe d'Europe. C'est donc logiquement qu'il est sélectionné par Leo Beenhakker pour le championnat d'Europe 2008. Il y fait deux apparitions, face à l'Autriche où il rentre à la 85e minute de jeu, et contre la Croatie où il est titulaire. Lors de la compétition, la Pologne échoue dès le premier tour.
De retour dans son club, le pilier du milieu de terrain finit la première partie de la saison 2008-2009 en tête du championnat, et atteint les seizièmes de finale de la Coupe UEFA. En fin d'année, Poznań se classe à la troisième place et remporte la Coupe de Pologne, une victoire synonyme de qualification pour le troisième tour de la Ligue Europa.

### Un exode à moitié raté en Russie

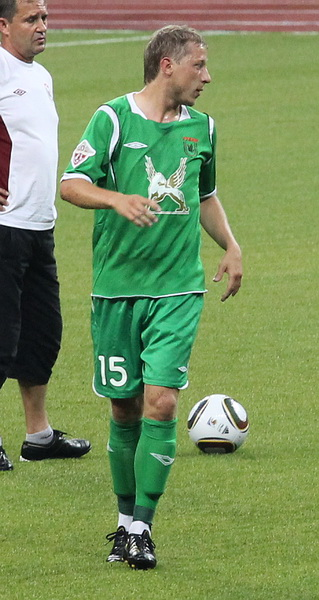
Murawski avec Kazan, en juillet 2010.

En juin 2009, Rafał Murawski quitte la Pologne et rejoint le Rubin Kazan, champion de Russie en titre et à la lutte pour la première place lors de la saison 2009. Il s'y engage pour trois ans, et le transfert s'élève à trois millions d'euros. Il a ainsi l'occasion de découvrir la Ligue des champions et sa phase de groupes, dans laquelle Kazan est qualifié automatiquement.
Le 16 août, Murawski joue son premier match avec Kazan, contre le Terek Grozny. Il entre en jeu à une demi-heure de la fin, remplaçant Alejandro Domínguez. Au sein d'une équipe au collectif bien rodé, et arrivé en plein milieu de la saison, le Polonais ne parvient pas à gagner une place de titulaire lors des six premiers mois. Il fait tout de même ses débuts en Ligue des champions, contre le Dynamo Kiev et les prestigieux FC Barcelone et Inter Milan. Il dispute finalement dix matches lors de sa première saison en Russie, dont la moitié en tant que titulaire, et est sacré champion, Kazan terminant à la première place avec huit points d'avance sur son premier poursuivant, le Spartak Moscou.
La trêve hivernale étant particulièrement longue en Russie, Rafał Murawski reprend la compétition en février 2010, en Ligue Europa (Kazan y ayant été reversé après avoir fini troisième de la phase de poules de la Ligue des champions). Après avoir éliminé l'Hapoël Tel-Aviv en trente-deuxièmes de finale, Murawski et le Rubin Kazan sont écartés lors du tour suivant par le VfL Wolfsburg. Le 14 mars, le Polonais est titularisé lors de la première journée de l'édition 2010 du championnat russe. Satisfait, son entraîneur Kurban Berdyev le reconduit à son poste sur le terrain lors des dix journées suivantes. Malgré la concurrence et quelques passages sur le banc de touche, Murawski parvient à conserver ce nouveau statut, y compris en Ligue des champions où il retrouve Barcelone en phase de poules. Double tenant du titre en championnat, le Rubin Kazan termine la saison à la troisième place, et Murawski avec trente matches au compteur.
Cependant, durant la trêve, son club se réorganise et le pousse vers la sortie.

### Le retour à Poznań
En janvier 2011, alors que son aventure à Kazan n'est pas une franche réussite, Rafał Murawski retourne au Lech Poznań.
Il en devient le capitaine lors de la saison 2012-2013.

## Palmarès
- Champion de troisième division polonaise : 2001
- Vainqueur de la Coupe de Pologne : 2009
- Champion de Russie : 2009
- Finaliste de la Coupe de Pologne : 2011